# 佐野憲治
佐野 憲治（さの けんじ、1915年2月6日 - 1978年4月4日）は、日本の政治家。衆議院議員（7期）。

## 経歴
- 1915年（大正4年）-富山県射水郡小杉町生まれ。
- 1939年（昭和14年）-中央大学法学部卒業後、富国生命入社。
- 1941年（昭和16年）-出征。
- 1947年（昭和22年）- 日本社会党に入党し、同年4月、富山県議会議員選挙当選。
- 1948年（昭和23年）-第2回富山県知事選挙落選（日本社会党）。
- 1955年（昭和30年）2月27日-第27回衆議院議員総選挙富山2区落選（左派社会党）[3]。
- 1958年（昭和33年）5月22日-第28回衆議院議員総選挙当選（日本社会党）[3]。
- 1960年（昭和35年）11月20日-第29回衆議院議員総選挙当選[3]。
- 1963年（昭和38年）11月21日-第30回衆議院議員総選挙当選[3]。
- 1967年（昭和42年）1月29日-第31回衆議院議員総選挙当選[3]。
- 1969年（昭和44年）12月27日-第32回衆議院議員総選挙当選[3]。
- 1972年（昭和47年）
  - 12月10日-第33回衆議院議員総選挙当選[3]。
  - 12月26日-衆議院公害対策並びに環境保全特別委員長に就任[3]。
- 1976年（昭和51年）12月5日-第34回衆議院議員総選挙当選[3]。
- 議員在職中の1978年（昭和53年）4月4日、東京慈恵医大付属病院で死去した。63歳没。同月7日、特旨を以て位記を追賜され、正四位勲二等に叙され、旭日重光章を追贈された[4]。追悼演説は同月27日、衆議院本会議で綿貫民輔により行われた[5]。

## 著書
- 『一筋の道　佐野憲治代議士追悼記念誌』（島木印刷　1982年）